# Пенелопа (фільм, 2006)
«Пенелопа» (англ. Penelope) — фентезійна романтична комедія режисера Марка Паланськи , що розповідає про зачаровану аристократку Пенелопу.

## Сюжет
Ідея сюжету частково спирається на середньовічну міську легенду про жінку зі свинячим обличчям.
Колись давно англійський аристократичний рід Вілгернів був проклятий: наступна дівчинка в сім'ї повинна народитися зі свинячим п'ятачком замість носа; зняти прокляття зможе лише рівний за походженням, одружившись із нею. Кілька поколінь у сім'ї народжувалися лише хлопчики. Вже в наші дні у подружжя Вілгернів з'являється донька Пенелопа — справді зі свинячим п'ятачком. Щоб уникнути розголосу, батьки імітують смерть доньки і виховують її в повній ізоляції.
Минає 18 років. Пенелопі шукають нареченого-аристократа, але претенденти, тільки-но побачивши її обличчя, кидаються тікати: дворецький ловить їх і змушує дати підписку про нерозголошення таємниці. Але одного разу черговий наречений, Едвард, встигає втекти і розповідає про побачене. Йому не вірять і оголошують ненормальним, але його розповідь чує журналіст Лемон, який колись намагався сфотографувати новонароджену Пенелопу і втратив очі. Він наймає аристократа-картяра Макса, який всюди програв, аби той під виглядом нареченого зустрівся з Пенелопою та зробив її світлину прихованою камерою . При першій зустрічі Макс не бачить обличчя дівчини та розмовляє з нею через напівпрозоре дзеркало, що відокремлює вітальню від сусідньої кімнати. За кілька таких побачень вони зближуються, але коли Пенелопа відкривається і розповідає Максу про прокляття, той, хоч і не тікає, одружуватися відмовляється.
Пенелопа, приховавши носа під шарфом, збігає з дому. Вона освоюється в Лондоні, переживає низку пригод, знаходить подругу. Щоб заробити грошей, вона сама робить свою світлину та продає його Лемону. Публікація знімку в газетах дає несподіваний ефект: читачі захоплюються її зовнішністю, Пенелопа стає кумиром, маска з п'ятачком стає популярним маскарадним костюмом. А Лемон дізнається, що при знайомстві переплутав Макса з іншою людиною. Насправді того, кого він найняв, звуть Джонні, і він аристократ, який зовсім не промотався, а син сантехніка. Він відмовився одружитися з Пенелопою не тому, що не кохає її, а тому, що весілля з ним не зніме це прокляття.
Тим часом батьки змушують Едварда зробити пропозицію Пенелопі, а дівчину мати вмовляє погодитись, утім в останній момент Пенелопа втікає з під вінця. Мати намагається повернути її, наполягаючи, що це єдиний шанс зняти прокляття, але Пенелопа відповідає, що подобається собі такою, якою вона є. Після цих слів дівчина втрачає свідомість, а прокинувшись через кілька секунд виявляє, що п'ятачок зник.
Пенелопа з'їжджає від батьків, поселяється в Лондоні та влаштовується на роботу вихователькою. Дізнавшись про причини поведінки Макса, вона вирушає до клубу, де той працює та винаймає житло. У клубі проходить вечірка на честь Хелловіна, тож дівчина одягає маску «імені себе», з п'ятачком. Макс впізнає її, освідчується в коханні та цілує; після цього Пенелопа знімає маску.
На останніх кадрах ми бачимо Макса (Джонні) та Пенелопу, які десь на прогулянці розповідають свою історію групі маленьких дітей. Коли діти вирушають обідати, і Макс із Пенелопою залишаються наодинці, на річці поруч з'являється човен, у якому сидить Лемон із фотоапаратом. Він збирається зробити знімок пари, але зупиняється і задумливо дивиться в далечінь.

## У ролях
| Актор           | Роль                         |
| --------------- | ---------------------------- |
| Крістіна Річчі  | Пенелопа Вілгерн             |
| Джеймс Мак-Евой | Макс Кампіон / Джонні Мартін |
| Кетрін О'Гара   | Джесіка Вілгерн              |
| Пітер Дінклейдж | Лемон                        |
| Річард Грант    | Френклін Вілгерн             |
| Різ Візерспун   | Енні                         |
| Саймон Вудс     | Едвард Вандерман-мол.        |
| Рассел Бренд    | Сем                          |
| Пітер Дінклейдж | Лемон                        |
| Берн Ґорман     | Ларрі                        |

## Художні особливості
Розповідь у фільмі ведеться від імені головної героїні Пенелопи (так званим наративом).

## Виробництво
Виробництво «Пенелопи» почалося в січні 2006 року в Лондоні на британській кіностудії Pinewood Studios у графстві Бакінгемшир. Сценарій до фільму написав Леслі Кевені. Новелізацію фільму написала Мерилін Кей. Прем'єра відбулася на Міжнародному кінофестивалі в Торонто 2006 року. Це також був перший фільм Різ Візерспун як продюсерки разом із невеликою акторською роллю. Невдовзі після цього IFC Films придбала права на розповсюдження фільму в США, а компанія The Weinstein Company опікувалась розповсюдженням у кабельних мережах та на телебаченні, реліз якого планувався на середину 2007 року. Зрештою Summit Entertainment отримала права на розповсюдження в США.

## Факти
- У фінальній сцені фільму звучить композиція «Hoppipolla» ісландського рок-гурту Sigur Rós .
- Незважаючи на те, що дія фільму відбувається в Англії, як грошові кошти у фільмі згадуються не фунти стерлінгів, а долари США: нагороду за світлину Пенелопи оголошено в доларах; зображення доларів США виразно видно і коли Макс Кампіон / Джонні Мартін, вирушаючи грати в карти, вигрібає зі своєї скриньки з грошима долари, і коли Макс повертає гроші Лемону у редакції.